# Третяков Віктор Михайлович
Олександр Данилович Смиченко (нар. 10 березня 1951, Кіровоград, УРСР) — радянський футболіст, радянський та український тренер, виступав на позиції нападника. Заслужений тренер Української РСР.

## Кар'єра гравця
Народився 23 травня 1927 року в Зінов'євську (нині — Кропивницький). Розпочав займатися футболом під час німецької окупації. Після війни почав виступати у команді заводу «Червона Зірка», яка брала участь в республіканських змаганнях. У 1953 році в складі команди, яка на той час називалася «Торпедо», став володарем Кубка УРСР, а в наступному - переможцем Кубка республіканської ради профспілок. Був капітаном команди У 1958 році дебютував у класі «Б» чемпіонату СРСР. Кар'єру гравця завершив 1962 року.

## Кар'єра тренера
У 1956 році закінчив факультет фізвиховання Кіровоградського педучилища. Згодом навчався на тренерських курсах в Москві та на заочному відділенні Кіровоградського педагогічного інституту. З 1960 року — на тренерській роботі, спочатку тренував дітей у кіровоградській ДЮСШ. Працював у «Зірці», в групі підготовки молодих футболістів при основній команді. Серед його вихованців — Валерій Поркуян, Володимир Веремєєв, Михайло Михайлов. У 1971—1972 роках працював головним тренером «Зірки». Потім повернувся до роботи з дітьми, згодом став директором спортивної школи.
C 1994 року в Кропивницькому щорічно проводиться футбольний турнір імені В. Третякова.

## Досягнення

### Відзнаки
- Заслужений тренер Української РСР